# Jednonawowa stacja metra

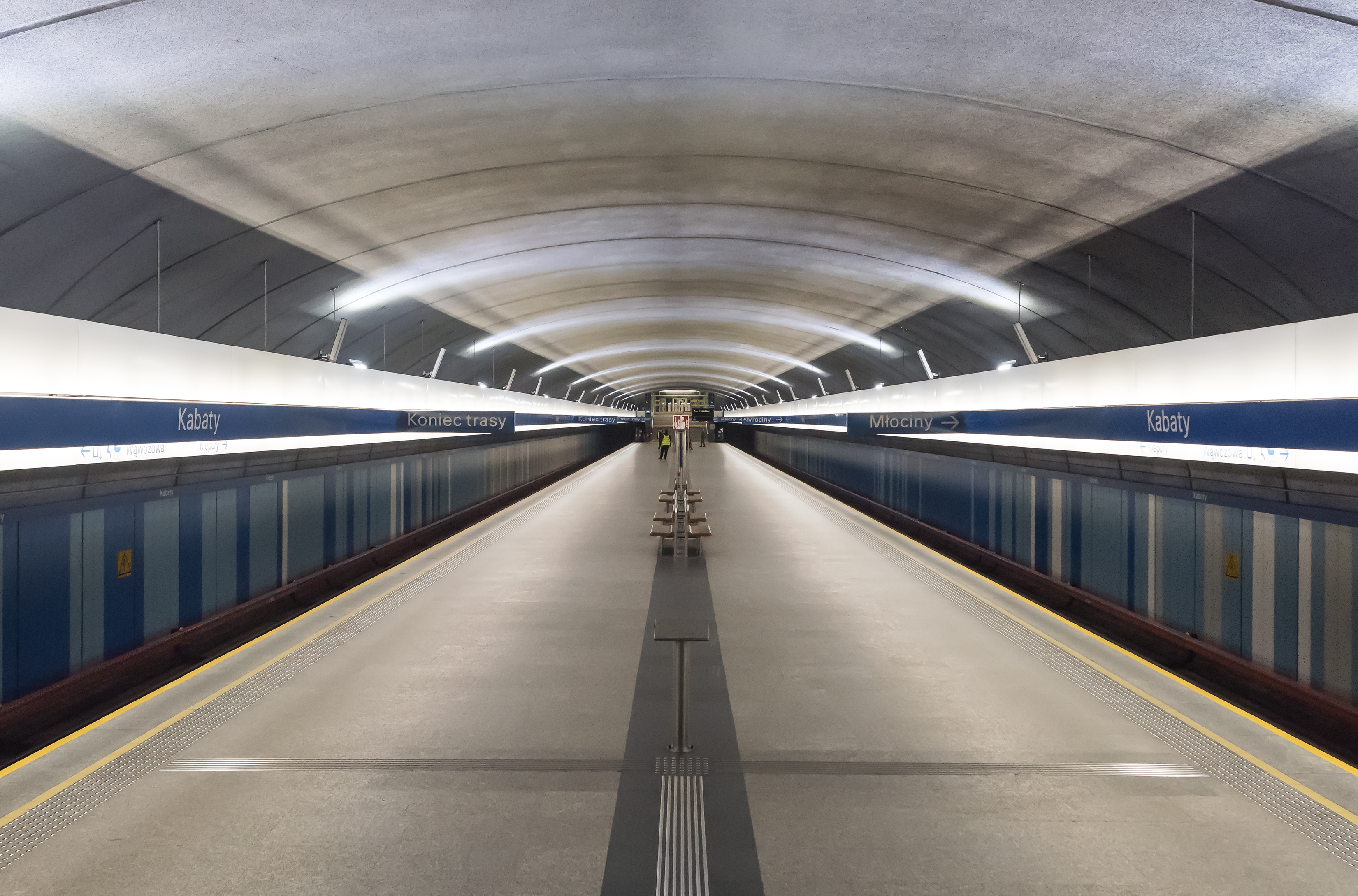
Stacja Kabaty, metro warszawskie

Jednonawowa stacja metra – rodzaj konstrukcji stacji metra, posiadającej jedną, szeroką halę peronową z jednym, lub dwoma peronami. Rozwiązanie takie realizuje się na wiele sposobów, takich jak:
- monolityczne sklepienie w kształcie łuku;
- oparcie monolitycznego stropu na ścianach szczelinowych;
- płytowo-żebrowy strop z prefabrykatów i monolitycznej płyty żelbetowej.

## Stacje na świecie
Pierwszymi stacjami tego typu otwartymi w ZSRR były Płoszczad Mużestwa i Politechniczeskaja w Leningradzie (obecnie Sankt Petersburg). Także tutaj zbudowano pierwszą dwupoziomową stację tego typu z możliwością przesiadki: Sportiwnaja. Wszystkie stacje jednonawowe tutaj są na dużych głębokościach, natomiast w Moskwie jest tylko jedna głęboka stacja jednonawowa: Timirjazewskaja.
Większość podziemnych stacji Bay Area Rapid Transit (zatoka San Francisco) jest typu jednonawowego, podobnie jak stacje w centrum Waszyngtonu.

### Stacje w Polsce

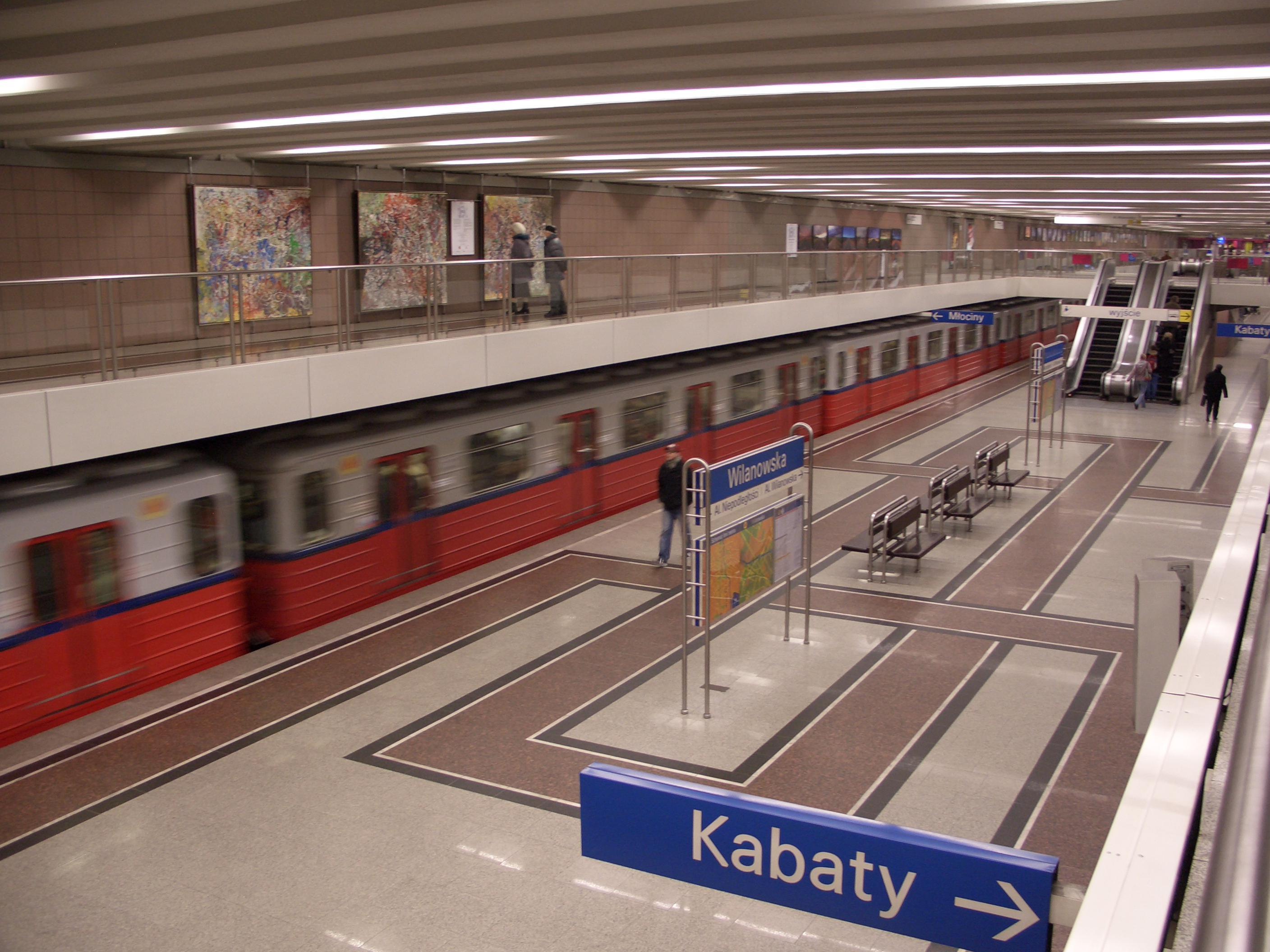
Stacja Wilanowska, metro warszawskie

W warszawskim metrze są cztery stacje z sufitem w kształcie łuku: Kabaty, Wierzbno, Racławicka i Pole Mokotowskie, jedna stacja z płaskim, monolitycznym stropem: Politechnika oraz jedna ze stropem płytowo-żebrowym i bocznymi galeriami: Wilanowska.

## Galeria

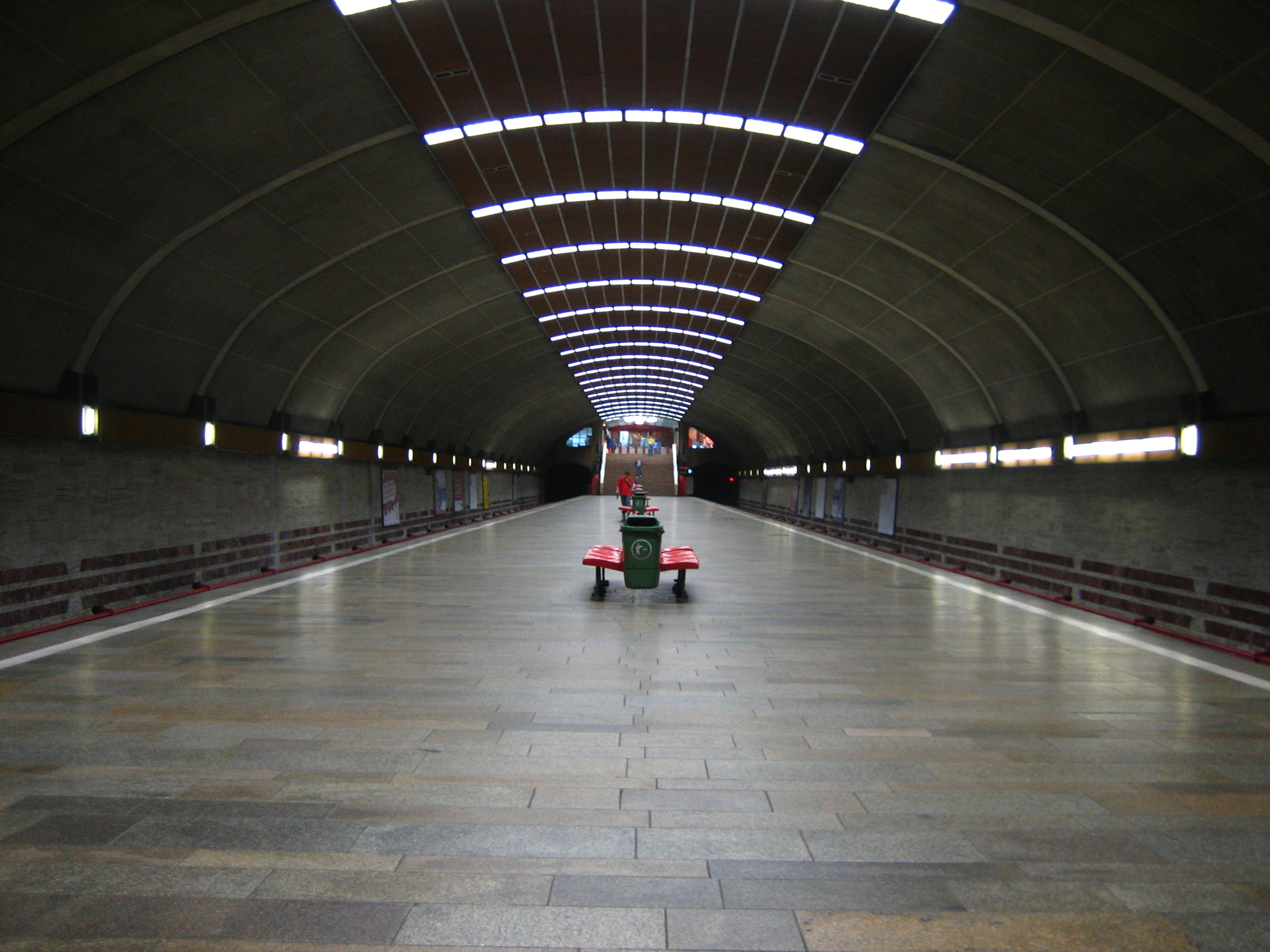
Stacja Titan, Metro w Bukareszcie
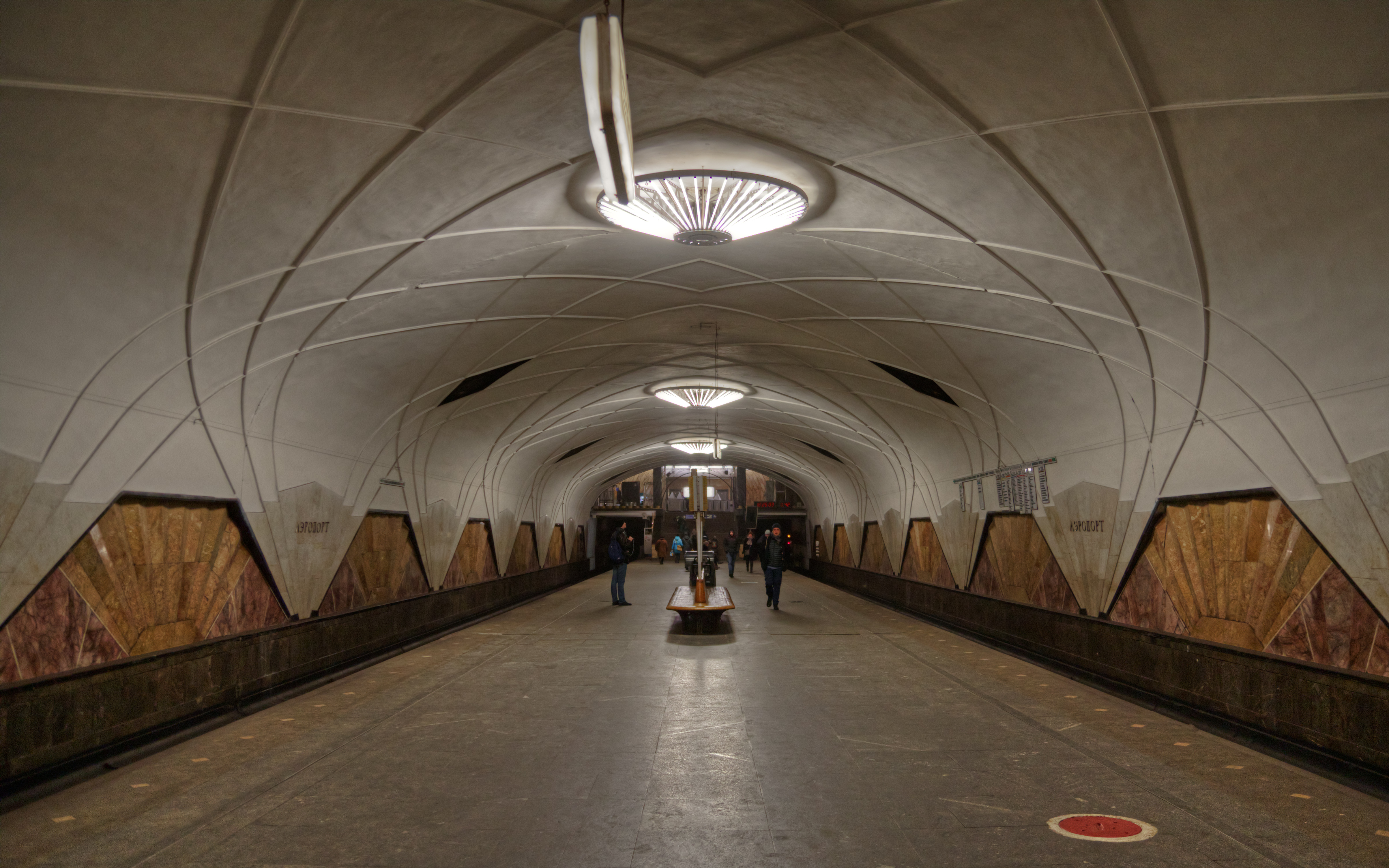
Stacja Aeroport, Metro w Moskwie
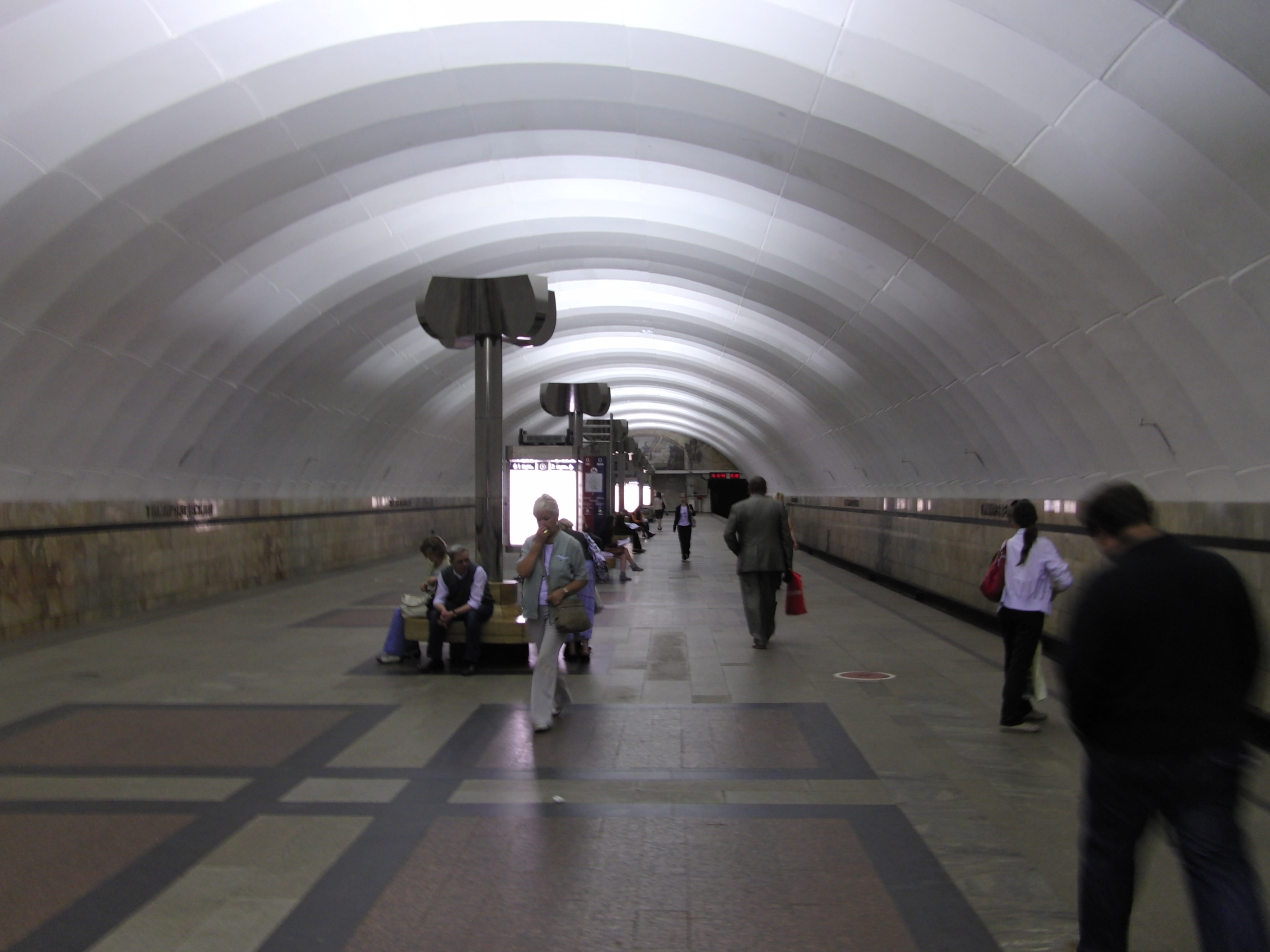
Stacja Timiriazewskaja, Metro w Moskwie
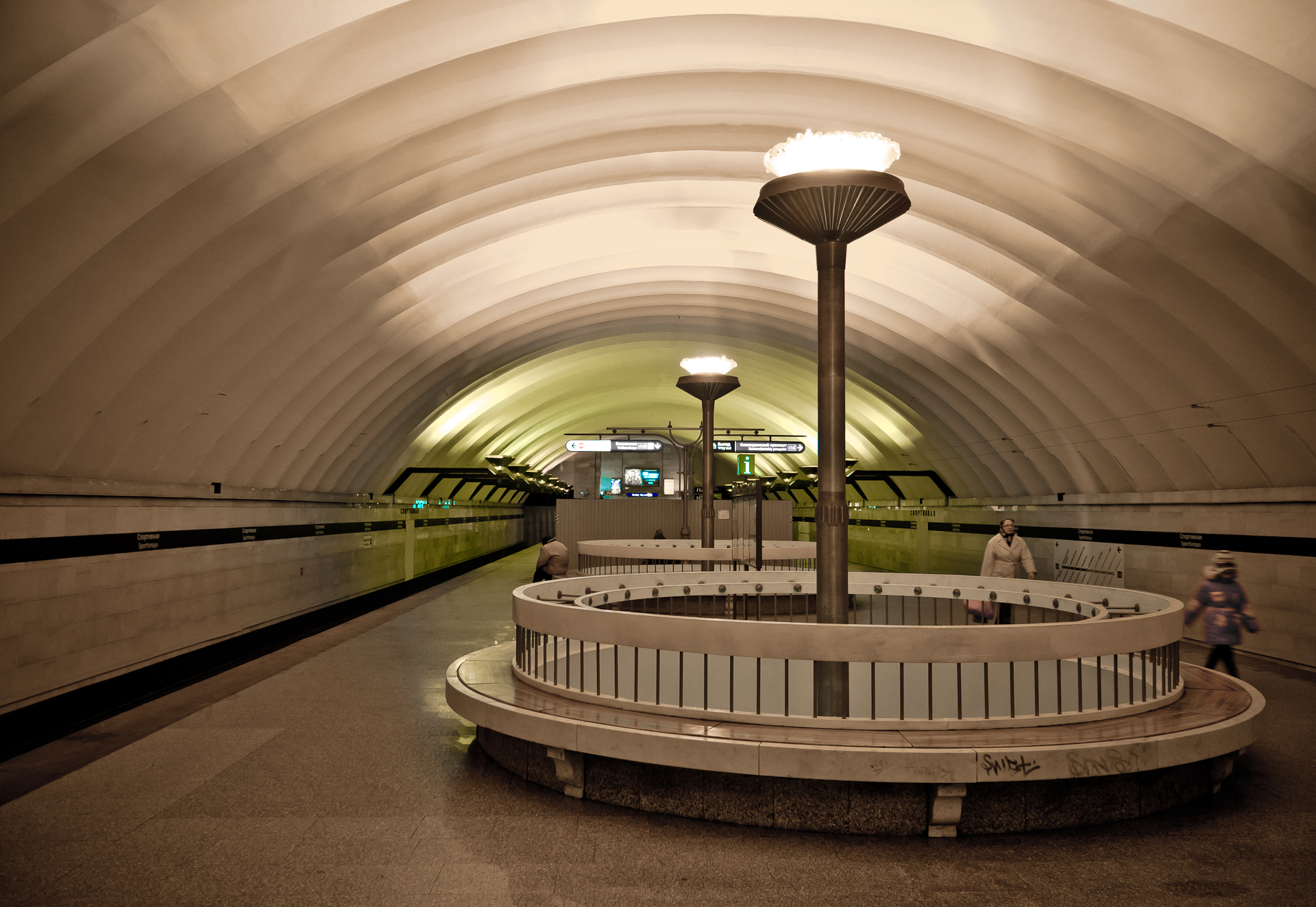
Stacja Sportiwnaja, Metro w Sankt Petersburgu
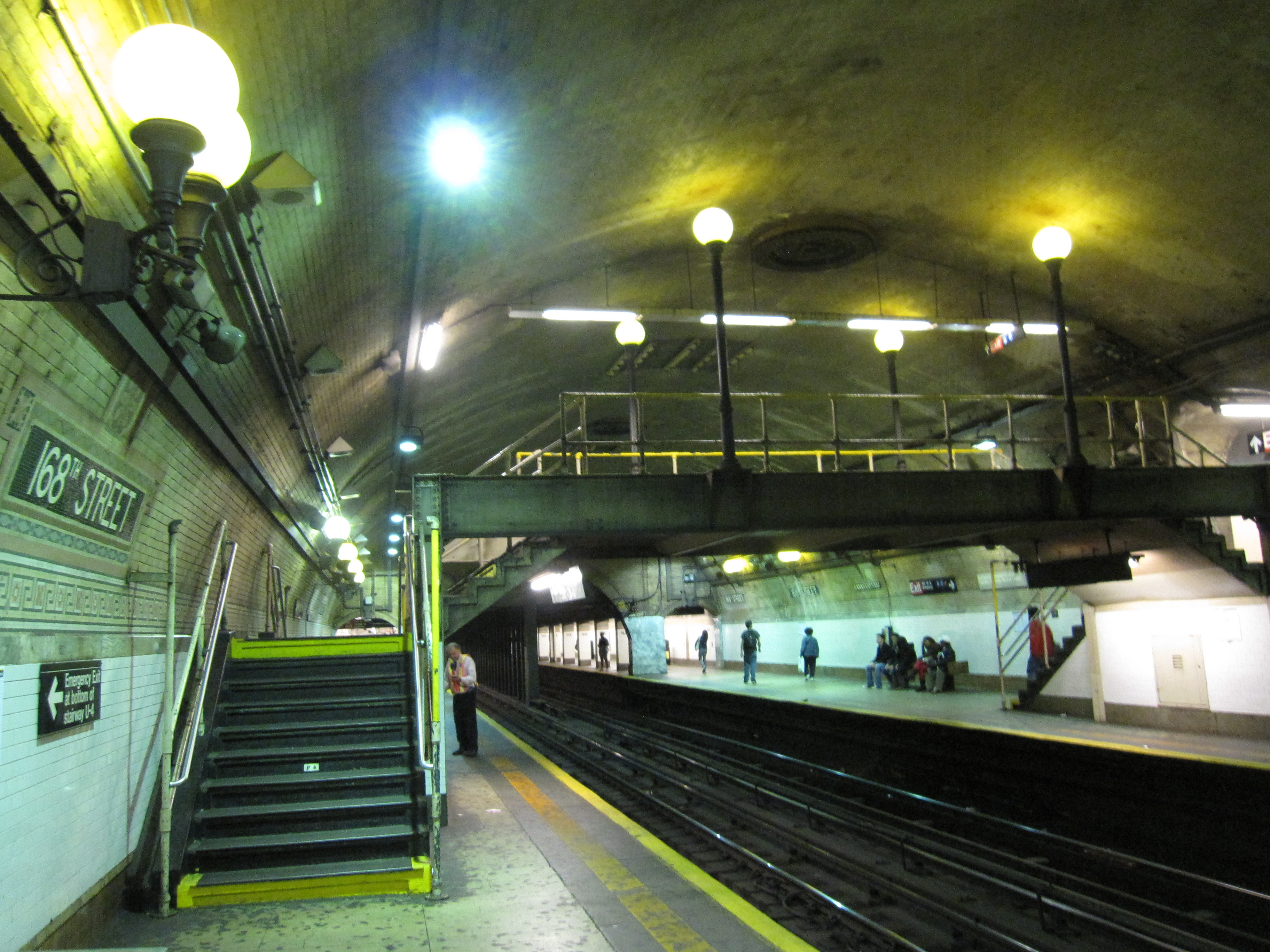
Stacja 168th Street, Metro w Nowym Jorku